# Axxess & Ace
Axxess & Ace ist das dritte Studioalbum der amerikanischen Indie-Rock-Band Songs: Ohia um den Songwriter Jason Molina. Das Album wurde in den Truckstop Studios in Chicago, Illinois, USA von Michael Krassner aufgenommen.

## Hintergrund
Alle Titel auf dem Album wurden von Jason Molina geschrieben. Molina konnte für die Aufnahme neben Geof Comings, mit dem er bereits auf früheren Alben von Songs: Ohia gearbeitet hatte, auch Musiker aus dem Umfeld der in Los Angeles von Michael Krassner gegründeten Band Boxhead Ensemble gewinnen. Molina stellte den Musikern die fertigen Songs am ersten Tag der Aufnahme vor. Das Album wurde in der Folge fast komplett live eingespielt.

## Veröffentlichung
Das Album wurde am 15. März 1999 von Secretly Canadian als CD und LP veröffentlicht. Beide Auflagen tragen die Bestellnummer SC024 und sind in Deutschland im Vertrieb von Cargo Records erhältlich.

## Titelliste
1. Hot Black Silk – 3:08
2. Love & Work – 3:34
3. Love Leaves Its Abusers – 3:47
4. Redhead – 4:19
5. Captain Badass – 7:13
6. Come Back To Your Man – 5:57
7. Champion – 2:39
8. How To Be Perfect Men – 4:04
9. Goodnight Lover – 6:58

## Rezeption
Jason Nickey von Allmusic hält das Werk für das Schlüsselalbum der Band: „Any exploration of the music of Songs: Ohia should start with this album.“ („Jede Erforschung der Musik von Songs: Ohia sollte mit diesem Album beginnen“)
Taylor M. Clark von Pitchfork Media meint in seiner Besprechung des Albums: „Axxess & Ace isn't necessarily remarkable for its musical precision and innovation in composition, but for its striking authenticity“ („Axxess & Ace ist nicht notwendigerweise bemerkenswert für seine musikalische Präzision und innovative Kompositionen, sondern für seine herausragende Authentizität.“)